# أول المنتزة (حي)
حي أول المنتزة هو أحد أحياء مدينة الإسكندرية في مصر، أنشأ بقرار وزير الحكم المحلي رقم 767 لسنة 1982، بلغ عدد سكانه في 1 يوليو 2017 حوالي 1046785 نسمة مُقسمين إلى 540028 من الذكور، و506757 من الإناث، وينقسم إداريًا إلى قسم واحد يضم تسعة شياخات هو قسم أول المنتزة، يحده من الشمال البحر الأبيض المتوسط، ومن الجنوب محافظة البحيرة، ومن الشرق حي ثان المنتزة، ومن الغرب حي شرق، ومن أهم المناطق السكنية بالحي سيدي بشر، ميامي، الرأس السوداء، العوايد، السيوف، والمنشية البحرية.

## التقسيم الإداري
ينقسم حي أول المنتزة إداريًا إلى قسم واحد يضم تسعة شياخات كالتالي:

### قسم أول المنتزة
يتكون من الشياخات التالية:
- شياخة السيوف بحري.
- شياخة السيوف قبلي ودربالة.
- شياخة سيدي بشر بحري.
- شياخة سيدي بشر قبلي.
- شياخة خورشيد البحرية.
- شياخة القرداحي.
- شياخة المهاجرين.
- شياخة التوفيقية.
- شياخة المنشية البحرية.

## أهم المعالم
- مسجد سيدي بشر.[5]
- كنيسة القديسين.
- أربعة شواطئ.
- إحدى كليات الأكاديمية العربية للعلوم والتكنولوجيا والنقل البحري.
- فندق هيلتون كورنيش الإسكندرية.
- كلية فيكتوريا.
- مستشفى شرق المدينة.
- مستشفى نيل الأمل لجراحات الأطفال والاختلافات الخلقية

## وصلات خارجية
- الصفحة الرسمية لحي أول المنتزة على موقع فيس بوك